# Chumbivilcas (cheval)
Pour les articles homonymes, voir Chumbivilcas.
Le Chumbivilcas ou Chumbivilcano (espagnol : Morochuco Chumbivilcano) est une race de chevaux de montagne originaire des régions de Cuzco, d'Arequipa et d'Apurimac, au Pérou, constituant une variété de l'Andin. 
Elle doit son nom à la région de Chumbivilcas, dont les plaines constituent un terrain d'élevage propice.

## Histoire
Ces chevaux résultent d'une sélection naturelle bien davantage que d'un élevage sélectif. Dans son étude de caractérisation des chevaux du Pérou, Carlos Luna de la Fuente le classe comme une variété de l'Andin, partageant la même origine que le Morochuco. 

## Description
D'après Hendricks et le guide Delachaux, il toise environ 1,43 m, tandis que CAB International cite une moyenne de 1,45 m. Le modèle est typé cheval de selle léger, il est considéré comme une variété de Criollo. Il s'agit d'un des chevaux les plus rustiques du pérou. Le Chumbivilcas est plus développé que les autres variétés de l'Andin,, et en particulier, que le Morochuco, mais sa morphologie générale est similaire à celle de l'Andin. Ses paturons sont droits.
La robe est généralement baie ou grise sous différentes nuances,,. Les Chumbivilcas sont réputés agiles et très endurants,.
Ils sont élevés en liberté, à l'extérieur, toute l'année, mais reçoivent généralement des compléments de nourriture en hiver. 

## Utilisations
Ces chevaux ont été employés par l'armée locale, grâce à leur adaptation aux zones montagneuses. Ils sont désormais utilisés en fonction des besoins locaux pour le transport et la selle.

## Diffusion de l'élevage
Ces chevaux sont propres aux régions de Cuzco, d'Arequipa et d'Apurimac, au Pérou,,. Les vastes plaines de la province de Chumbivilcas fournissent des terrains de pâturage pour ces chevaux. 
Il n'existe pas d'informations quant à la diffusion et au niveau de menace de la race. L'étude menée par l'Université d'Uppsala, publiée en août 2010 pour la FAO, signale le Morochuco Chumbivilcano comme race de chevaux locale d'Amérique du Sud dont le niveau de menace est inconnu.